# Филозофија економије
Филозофија економије је филозофска анализа методолошких питања са којима се срећу економске теорије и нормативних проблема који су посљедица пресијецања економије благостања и политичке филозофије.
Због чега би филозофи били заинтересовани за економију? Постоје најмање два одговора на ово питање. Прво, лекције из економије се директно транспонују на етику и политичку филозофију као и на теорије рационалности. Друго, економија нуди одличну подлогу за истраживање неких од најизазовнијих проблема с којима се среће филозофија науке. 

## Економија као филозофија етике
Која је етичка основа економије? Ако се економија заснива на теорији права, о каквој је то теорији ријеч? Да ли о теорији права заснованој на утилитаристичкој концепцији највећег добра за највећи број, или у Кантовској концепцији суверенитета појединачних привредних субјеката? Или, ако је економија заснована на теорији вриједности, да ли ту вриједност треба схватити у утилитаристичком или уговорном смислу (као агрегат или као ствар обостране користи)?

### Платон
Алфред Норт Вајтхед је описао филозофију као низ фуснота уз Платоново дјело. Шта је економија? Платонова Република описује настанак друштва, не преко неког друштвеног уговора нити путем освајања, него као један спонтани процес који се развија кроз функционисање тржишта. Најмањи појам државе треба да се заснива на четири до пет људи. (Књига II, 369Д). Људима треба храна, склониште и одјећа, али све те ствари се лакше и квалитетније производе када један човјек ради једну ствар. (Књига II, 370Б). На тај начин људи почињу да се специјализују за пољопривреду, столарију и ткање. Међутим, врло брзо постаје очигледно да је потребно много више од четири до пет људи, јер ратар неће произвести плуг, нити ће градитељ произвести свој алат, а њему треба доста алата, као и ткачу и обућару. (Књига II, 370Ц). Привредно друштво се тако јавља као природна посљедица транспарентних предности подјеле рада.

### Адам Смит
На више начина, економија је фуснота још једног филозофа који се родио скоро два миленијума касније. Био је то Адам Смит, професор логике и етике на универзитету у Глазгову, чији је рад, мање више директно, утицао на развој економије као посебне научне дисциплине.